# FC 제니스
FC 제니스(카자흐어: Жеңіс футбол клубы)는 카자흐스탄의 축구 클럽으로 수도인 아스타나의 카지무칸 무나잇파소프 경기장을 홈구장으로 삼고 있다. 카자흐스탄 프리미어리그의 창립 멤버로, 2009년에 파산 선언 후 강등당하기 전까지는 강등을 당하지 않았다.
아스타나는 세번의 리그 우승을 보유하고 있으며, 유럽 대회에 출전하기도 하였다. UEFA 챔피언스리그 2007-08의 1차예선에서 조지아의 올림피 루스타비를 3-0으로 물리치고 2차 예선에서 노르웨이의 로센보르그에게 10-2로 패배하였다.

## 클럽 명칭
- 1964 - FC Dinamo 로 창단
- 1975 - FC Tselinnik 로 변경
- 1994 - FC Tsesna 로 변경
- 1996 - FC Tselinnik 로 재변경
- 1997 - FC Astana 로 변경
- 1999 - FC Zhenis 로 변경
- 2006 - FC Astana 로 재변경
- 2010 - FC Astana-64로 재변경

## 선수 명단

### 현역
참고: FIFA 자격 규정에 따라 소속된 국가대표팀 국기를 표시합니다. 선수는 복수의 FIFA 비회원국 국적을 가지고 있을 수 있습니다.
| 번호 | 포지션 | 국적       | 이름                  |
| ---- | ------ | ---------- | --------------------- |
| 33   | DF     | 키프로스   | 콘스탄티노스 베니젤루 |
| 34   | MF     | 슬로베니아 | 야콥 노바크           |

| 번호 | 포지션 | 국적 | 이름 |
| ---- | ------ | ---- | ---- |

## 역대 성적
- 카자흐스탄 프리미어리그

우승 : 2000, 2001, 2006
- 카자흐스탄 컵

우승 : 2000-01, 2002, 2005
준우승 : 2001, 2006